# 32237 Jagadeesan
32237 Jagadeesan è un asteroide della fascia principale. Scoperto nel 2000, presenta un'orbita caratterizzata da un semiasse maggiore pari a 2,9962076 au e da un'eccentricità di 0,0737624, inclinata di 8,79390° rispetto all'eclittica.
L'asteroide è dedicato alla studentessa statunitense Meena Jagadeesan.